# Croix de Kerfontan
La croix de Kerfontan est située à Saint-Jean-Kerdaniel en France.

## Localisation
La croix est située sur le territoire de la commune de Saint-Jean-Kerdaniel, dans le département  des Côtes-d'Armor, dans la région Bretagne.

## Historique
La croix est classée au titre des monuments historiques par arrêté du 22 février 1926.

## Galerie

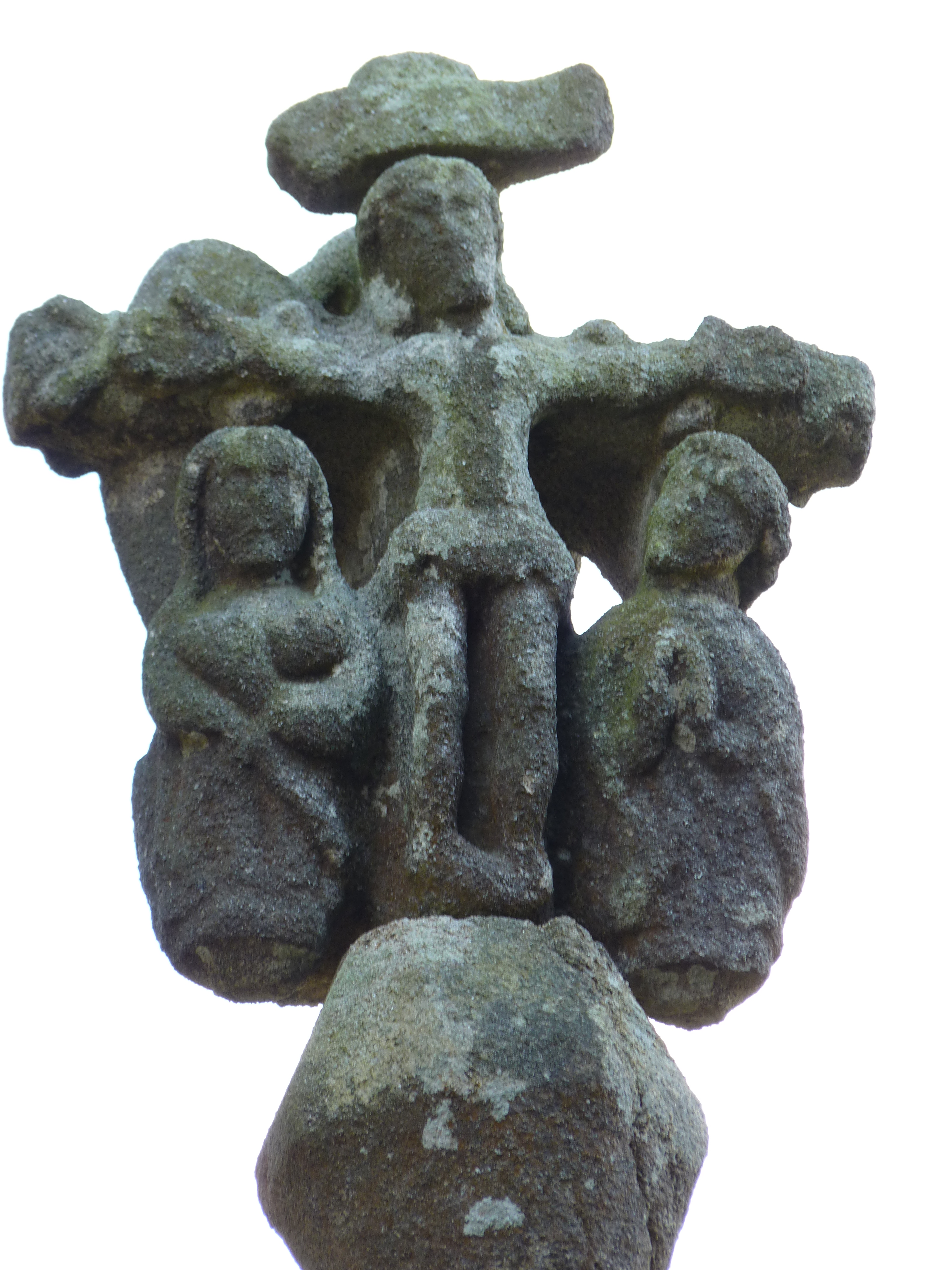
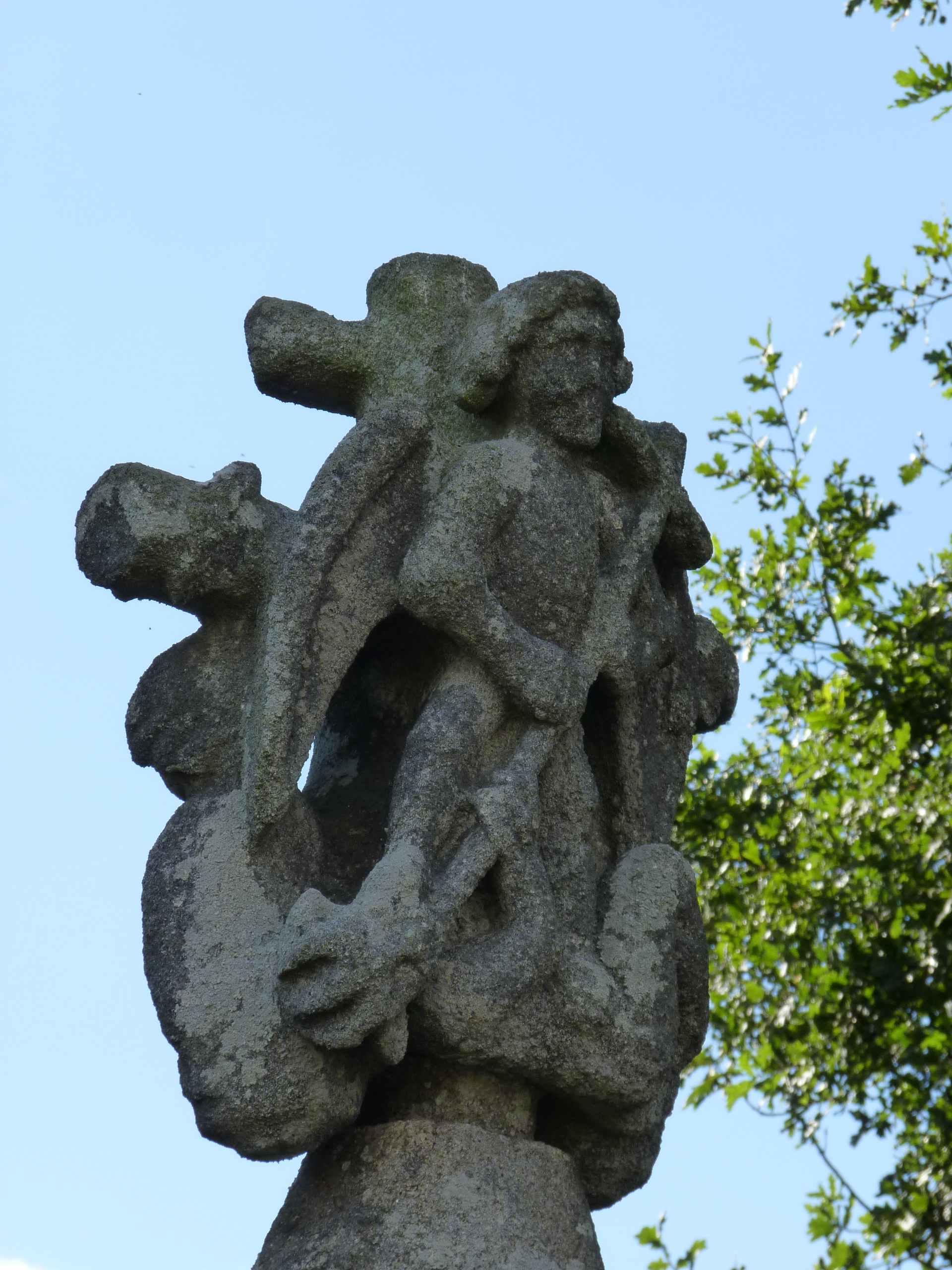